# Nipponaclerda leptodermis
Nipponaclerda leptodermis  (лат.) — вид полужесткокрылых насекомых-червецов рода Nipponaclerda из семейства аклердиды (Aclerdidae).

## Распространение
Восточная Азия: Китай (Anhui,=Anhwei).

## Описание
Питаются соками таких растений, как Poaceae (Bambusa). 
Вид был впервые описан в 1994 году энтомологами Т. Вангом и К. Жангом (Wang, T.C. Zhang, X.J.). 
Таксон Nipponaclerda leptodermis включён в состав рода Nipponaclerda вместе с таксонами Nipponaclerda biwakoensis, Nipponaclerda triumpha, Nipponaclerda turanica.